# Lemme de Hoffman
En mathématiques, et plus précisément en analyse convexe, le lemme de Hoffman est ce que l'on appelle une borne d'erreur, c'est-à-dire une estimation (ou majoration) de la distance à un ensemble (en l'occurrence, un polyèdre convexe) par des quantités aisément calculables, alors que la distance elle-même requiert la résolution d'un problème d'optimisation (quadratique convexe lorsque l'ensemble est un polyèdre convexe). Il s'agit d'une des premières bornes d'erreur non triviales.
Le résultat a été démontré par Alan J. Hoffman en 1952 et a conduit à de nombreux développements en optimisation (voir l'article Borne d'erreur).

## Énoncé du lemme
On considère un polyèdre convexe {\displaystyle P} de {\displaystyle \mathbb {R} ^{n}}, écrit sous la forme suivante
{\displaystyle P:=\{x\in \mathbb {R} ^{n}:Ax\leqslant b\},}
où {\displaystyle A\in \mathbb {R} ^{m\times n}} est une matrice réelle et {\displaystyle b\in \mathbb {R} ^{m}}. On note
{\displaystyle {\mathcal {B}}(A)}
l'ensemble des vecteurs {\displaystyle b\in \mathbb {R} ^{m}} tels que {\displaystyle P\neq \varnothing }. Pour une norme {\displaystyle \|\cdot \|} sur {\displaystyle \mathbb {R} ^{n}} (pas nécessairement la norme euclidienne), on note
{\displaystyle \operatorname {d} _{P}(x):=\inf _{y\in P}\,\|y-x\|,}
la distance de {\displaystyle x} à {\displaystyle P}. Pour {\displaystyle v\in \mathbb {R} ^{m}}, on note {\displaystyle v^{+}} le vecteur de {\displaystyle \mathbb {R} ^{m}} dont la composante {\displaystyle i} est {\displaystyle \max(0,v_{i})}.
Lemme de Hoffman — Il existe une constante {\displaystyle h} (ne dépendant que de {\displaystyle A}, de {\displaystyle \|\cdot \|} et d'une norme {\displaystyle \|\cdot \|'} sur {\displaystyle \mathbb {R} ^{m}}) telle que
{\displaystyle \forall \,b\in {\mathcal {B}}(A),~~\forall \,x\in \mathbb {R} ^{n}:\quad \operatorname {d} _{P}(x)\leqslant h\,\|(Ax-b)^{+}\|'.}
Le lemme de Hoffman permet donc d'estimer la distance de {\displaystyle x} à {\displaystyle P} par la norme du résidu {\displaystyle (Ax-b)^{+}}.

## Discussion
- La constante {\displaystyle h} n'est pas une constante universelle : elle peut être arbitrairement grande. Ainsi, si pour {\displaystyle \varepsilon >0}, on définit{\displaystyle A_{\varepsilon }:={\begin{pmatrix}\varepsilon &-1\\\varepsilon &1\end{pmatrix}},\qquad P\equiv P_{\varepsilon }:=\{y\in \mathbb {R} ^{2}:A_{\varepsilon }y\leqslant 0\}\qquad {\mbox{et}}\qquad x:={\begin{pmatrix}1\\0\end{pmatrix}},}alors {\displaystyle h\to \infty } lorsque {\displaystyle \varepsilon \downarrow 0}.
- La meilleure constante {\displaystyle h} est étudiée par Azé et Corvellec (2002).

### Autres contributions
- (en) O. Güler, A. J. Hoffman, U. G. Rothblum (1995). Approximations to solutions to systems of linear inequalities. SIAM Journal on Matrix Analysis and Applications, 16, 688–696.
- (en) A. D. Ioffe (1979). Regular points of Lipschitz functions. Translations of the American Mathematical Society, 251, 61–69.
- (ru + en) A. D. Ioffe (2000). Metric regularity and subdifferential calculus. Uspekhi Mat. Nauk, 55, 103–162. En russe, traduit dans Russian Mathematical Surveys, 55, 501-558.

### Note
1. ↑  Voir par exemple l'article de O. Guler, A. J. Hoffman, U. G. Rothblum (1995). Approximations to solutions to systems of linear inequalities. SIAM Journal on Matrix Analysis and Applications 16, 688-696.